# アローコクワガタ
アローコクワガタ (Dorcus Arrowi) は、節足動物門昆虫綱甲虫目クワガタムシ科クワガタ属に分類されるクワガタムシの一種。

## 外見
「コクワガタ」が名前につく種類のなかでは大型に成長する種類、オスメス共に飴のような光沢を持った赤茶色の前翅を持つが、その大顎形状からはコクワガタよりは、アカアシクワガタに形状に近い種だが、アカアシクワガタよりも大型となり最大体長は70mm程にもなる。
オスは大きい個体だと、大アゴが緩く内側にカーブしながら伸びる。内歯は細かいものが先端から半分くらいの所にかけて密生、大きい内歯が先端部に一対だけ現れる。小型個体となるとアカアシクワガタ同様に大顎が短くなり、内歯の発達も悪くなる。

## 生活環・生態
やや高山となる標高1000ｍ内外の山地の熱帯林に生息、幼虫で6 - 12か月過ごし、成虫の寿命は1 - 2年。4 - 5月頃にかけて成虫は活発に活動する。メスはアカアシクワガタと同様に樹木の細枝などの樹皮を齧り、樹液を出させてそれを吸い、オスも樹液と、メスの確保の為にやってくる。
飼育する際は暑さに注意。材飼育でないと大型を出しにくいアカアシクワガタに比べ、大型個体の作出は難しくないと云われる。

## 分布
インド東端・ミャンマー北部からタイ北端

## 近縁種
- アカアシクワガタ Dorcus rubrofemoratus
- ヤマダクワガタ Dorcus yamadai